# 2010년 동계 올림픽 폴란드 선수단
2010년 동계 올림픽 폴란드 선수단은 캐나다 밴쿠버에서 개최된 2010년 동계 올림픽에 참가한 올림픽 폴란드 선수단이다. 이번 대회가 폴란드가 낸 최고의 성적이었다.

## 외부 링크

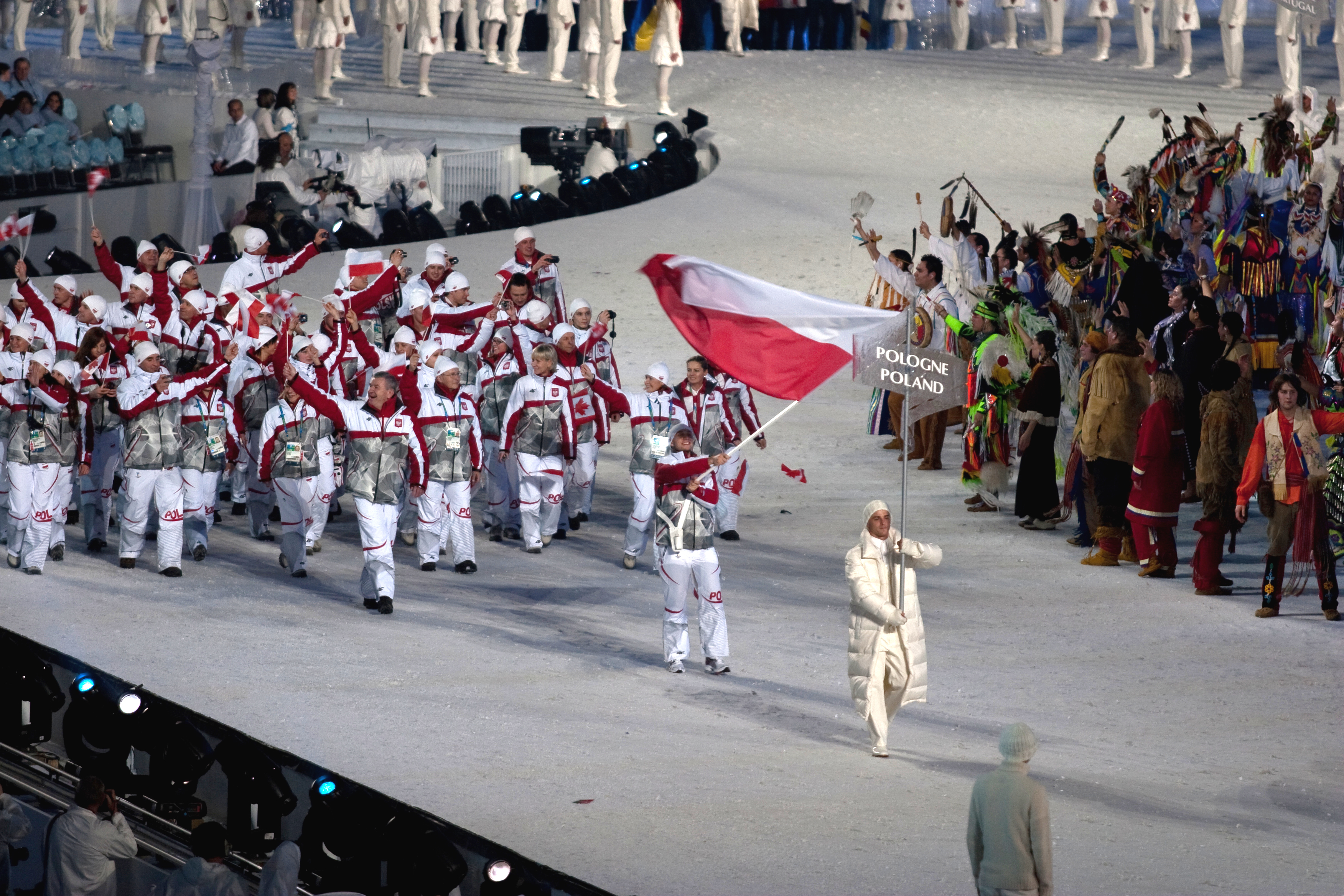
개회식에서 폴란드 선수들이 입장하는 모습

## 메달리스트
| 메달 | 이름                                                              | 종목            | 세부종목         |
| ---- | ----------------------------------------------------------------- | --------------- | ---------------- |
| 1    | 유스티나 코발치크                                                 | 크로스컨트리    | 여자 30km 클래식 |
| 2    | 아담 마위시                                                       | 스키 점프       | 노멀힐 개인전    |
| 2    | 아담 마위시                                                       | 스키 점프       | 라지힐 개인전    |
| 2    | 유스티나 코발치크                                                 | 크로스컨트리    | 여자 스프린트    |
| 3    | 유스티나 코발치크                                                 | 크로스컨트리    | 여자 15km 추적   |
| 3    | 카자지나 바흘레다쿠루시 카타지나 보즈니아크 루이자 즈워트코브스카 | 스피드 스케이팅 | 여자 팀 추월     |